# Симонов, Игорь Львович
И́горь Льво́вич Си́монов (23 апреля 1951 года, Москва) — российский писатель, драматург и профессиональный управленец. Лауреат Гран-при фестиваля «Текстура» за пьесу «Выбор Героя».

## Биография
Игорь Симонов родился в 1951 году. Получил математическое образование в Университете Дружбы Народов им. Патриса Лумумбы, после чего служил в армии, закончив службу в чине младшего сержанта. Симонов долгое время преподавал математику в Московском Архитектурном Институте. В 1992 году получил диплом Манчестерской бизнес-школы. С 1991 по 2008 годы работал в компании Xerox, где много лет был генеральным директором подразделения Xerox Eurasia. С 2009 по 2013 год — глава холдинга «Медиа Партнёр», занимающегося рекламной и издательской деятельностью. С 2013 по 2017 год Симонов являлся председателем совета директоров группы компаний «Михайлов и партнёры».
Симонов не раз попадал в списки лучших топ-менеджеров России. Это не помешало ему реализоваться на литературном поприще. На данный момент опубликованы его романы «Приговоренные», «Уровень опасности», «Год маркетолога», «Неизбежность лжи»  и сборник рассказов «Mondiale». «Приговоренные» вошли в 20 лучших романов по итогам 2007 года. В театре «Практика» 6 сезонов шла первая пьеса Симонова «Небожители», а в 2009 году состоялась премьера его другой пьесы «Девушка и революционер». В апреле 2012 года «Политеатр» представил премьеру новой пьесы драматурга «Выбор героя». В июне 2014 года в театре «Практика» состоялась премьера пьесы "Дознание" .
У Игоря Симонова пятеро детей: 3 дочери и 2 сына. Старший сын, Андрей, родился в 1976 году, а младший, Никита, в 1990. Дочери Анна и Елизавета родились в 1999 году. Дочь Полина - в 2013 году.

## Дополнительные факты
- Симонов с детства болеет за футбольный клуб «Динамо».
- «Игорь Симонов начал писать еще в 1980-е годы, но столкнулся с жесткой цензурой, что надолго отбило желание печатать тексты».[14]
- Симонов был одним из сопродюсеров фильма «Край» .[15]
- Художественный руководитель театра «Практика» Эдуард Бояков об Игоре Симонове: «Это был один из самых больших обломов в моей театральной карьере. Ко мне на встречу пришел топ-менеджер компании с многомиллионным оборотом, и я подумал: вот, наконец-то у „Практики“ будет корпоративный спонсор. И вдруг в конце беседы Симонов говорит: „Я написал пьесу“. Мне в театр присылают сотни пьес, большинство из них просто невозможно читать. Но этим же вечером прочитал пьесу и понял: мы будем её ставить. Игоря Симонова я считаю одним из лучших писателей и драматургов современности, драматургом уровня Сорокина, Вырыпаева, Гришковца. Он написал главную книгу про 1990-е годы — „Приговоренные“. Симонов во всех своих произведениях точно, беспощадно занимается диагностикой современности. И я рад, что он бизнесмен, а не член Союза писателей. Опыт, который есть у Симонова, и делает его писателем».[14]